# Chotějovice (przystanek kolejowy)
Chotějovice – przystanek kolejowy w Chotějovicach, w kraju usteckim, w Czechach. Znajduje się na wysokości 210 m n.p.m.
Jest zarządzany przez Správę železnic. Na przystanku nie ma możliwości zakupu biletów, a obsługa podróżnych odbywa się w pociągu.

## Linie kolejowe
- 130 Ústí nad Labem - Chomutov